# Dryopteris convoluta
Dryopteris convoluta är en träjonväxtart. Dryopteris convoluta ingår i släktet Dryopteris och familjen Dryopteridaceae.

## Underarter
Arten delas in i följande underarter:
- D. c. convoluta
- D. c. inconspicua
- D. c. occidentalis